# ポルトガル時間
ポルトガル時間（ポルトガルじかん、ポルトガル語: Hora portuguesa）ではポルトガルの標準時について記す。同国では2つの標準時があり、夏時間を採用している。ポルトガル大陸部とマデイラ諸島ではUTC+0、アゾレス諸島ではUTC-1を使用している。夏時間（ポルトガル語: Hora de Verão）は、毎年3月の最終日曜日から10月の最終日曜日まで全国的に実施され、ポルトガル大陸部とマデイラ諸島はUTC+1を、アゾレス諸島はUTC+0を使用する。

## 歴史
19世紀初頭に、ポルトガルは平均太陽時を採用した。海軍（リスボンに配置）とコインブラ天文台は同国の位置する経度での法定時間となる太陽時を計算した。1861年にリスボン天文台が設立され、1878年には平均太陽時を計算し、それを国の公共機関へ通報するという独占的な権限を与えられた。そして実際に、ポルトガルの標準時はリスボン天文台の経度での平均太陽時と定義され、後にGMT-0:36:45と計算された。
1911年に、ポルトガルの標準時は1884年に開かれた国際子午線会議に従って定義されるべきであるとされた。1911年5月26日の政令により、ポルトガル及びポルトガル海上帝国の標準時の改正が承認された。しかし、ポルトガルの大陸部は大部分が西経7度30分の子午線より西側、地理的にUTC-1に相当する位置にあるが、UTC+0が採用された。同法律により、UTC-2がアゾレス諸島とポルトガル領カーボベルデ（en）で、UTC-1がマデイラ諸島とポルトガル領ギニアで、UTC+0がサントメ・プリンシペとサン・ジョアン・バプティスタ・デ・アジュダで、UTC+1がポルトガル領アンゴラで、UTC+2がポルトガル領モザンビーク（en）で、UTC+5がポルトガル領インドで、UTC+8がポルトガル領マカオとポルトガル領ティモールでそれぞれ採用された。
これらの標準時は1912年1月1日に採用された。
夏時間は、第一次世界大戦中の1916年に初めて実施され、期間中は時刻が1時間進められた。同年、夏時間は6月17日から11月1日まで実施されたが、その後1921年までは6月1日から10月14日まで実施された。
夏時間は、1920年代から1930年代にかけて毎年実施され続けたが、開始日と終了日が頻繁に変更されたり、中断した年（1922年から1923年、1925年、1930年、1933年）もあった。
第二次世界大戦中の1942年から1945年にかけては、夏時間の期間中に時刻を1時間進めただけでなく、その数ヶ月の間に時刻をさらに1時間進めた「二重夏時間」も実施された。第二次世界大戦終結後の1945年以降、二重夏時間は廃止され、通常の夏時間が引き続き実施された。1948年に、4月の第1日曜日から10月の第1日曜日まで夏時間を実施することが承認された。1966年以降、夏時間は通年実施されるようになったため、実質的にポルトガルは時間帯を西ヨーロッパ時間（UTC+0）から中央ヨーロッパ時間（UTC+1）に変更した。しかし、その後日の出と日没が生活時間に合わず、多くの苦情が集まった。冬の朝、人々は真っ暗な空の下で仕事に行き、9時に学校の授業が始まったとき、太陽はまだ昇り続け、最終的に家から学校までの登校の安全、学生の成績にまで影響を与えた。さらに、1970年代にはオイルショック（第一次）を受け、エネルギー節約として夏時間を再導入するという考えが、ポルトガルだけでなくヨーロッパ全体でも力を増した。しかし、通年でUTC+1を使用している他の国では非常に多くの不満があがっていたため、夏時間を再導入するのであれば、中央ヨーロッパ夏時間（UTC+2）を採用することが認められることは決してないということは政策立案者には明らかであった。そのため、唯一の解決策は標準時間として西ヨーロッパ時間を再採用することであった。1976年に、ポルトガルは標準時として西ヨーロッパ時間を採用した。夏時間は、通常4月上旬から9月下旬にかけて、西ヨーロッパ夏時間として毎年実施されるようになった。1981年からは、3月の最終日曜日から9月の最終日曜日まで実施されることとなった。
1986年に、ポルトガルの時間はグリニッジ標準時に代わって協定世界時に従って計算されるようになった。
1992年、アニーバル・カヴァコ・シルヴァ政権時代に法令124/92により、本土は正式に時間帯を西ヨーロッパ時間から中央ヨーロッパ時間に変更した。1966年の中央ヨーロッパ時間移行時とは異なり、夏時間が3月の最終日曜日から9月の最終日曜日までの中央ヨーロッパ夏時間として実施されることになっていた。リスボン天文台の協議を経ずに承認されたこの措置は、「ポルトガルが、ビジネス等で頻繁に連絡を維持している国々と標準時（時刻）を同じくして」（法令124/92）、経済成長を促進するという目的で、エネルギー節約をするというものであった。しかし、1966年から1976年にかけての冬の朝のように、この措置は目的を達成に失敗し不人気になることがすぐに判明した。冬の朝の9時はまだ太陽は昇り続けていたため、人々は暗闇の中で出勤することとなった。当然ながら、子供達もまた、暗闇の中で学校生活を始めた。そして、彼らの学習水準、成績と睡眠習慣にも影響を及ぼした。子供達が早朝の授業で居眠りをしてしまうのも一般的であった。夏の夜には、中央ヨーロッパ夏時間の使用は人々の睡眠習慣、特に子供の睡眠習慣に悪影響を及ぼすことが明らかになった。日の入りは22時または22時30分頃で、深夜になってから空が完全に暗くなるという状態であった。欧州委員会に委託された会社が調査を実施したところ、実際には、暗闇のために早朝に労働者がオフィスで照明を使い、また消し忘れなどで午前中は電源を入れたままにすることがあり、エネルギー消費量が増えていた。また、ラッシュ時とその日の最も暑い時間が重なることで起こる大気汚染についても懸念が浮上した。さらに、午前中の子供に対する暴行が増加し、保険会社は事故件数の増加を報告した。これらの懸念や苦情もあり、新たな分析がなければ状況を改善することができないことは明らかであった。1995年12月、政府は標準時の問題に関して、リスボン天文台に報告を依頼した。1996年2月、天文台による報告書が発表され、ポルトガルの地理的な位置を考慮し、国は標準時として西ヨーロッパ時間を再採用すべきであると結論付けた。
1996年に、新しい法律が承認された。法令17/96により、ポルトガル本土は西ヨーロッパ時間帯に戻った。夏時間は、3月の最終日曜日から10月の最終日曜日まで西ヨーロッパ夏時間として引き続き実施されるため、夏時間に関して同時期に制定されたEUの規則も採用した。同じ年に、アゾレス諸島とマデイラ諸島の地方議会も、新しいEUの規則に基づいた地域法を承認したため、3月の最終日曜日から10月の最終日曜日まで、夏時間が全国で実施されるようになった。

## 日付と時刻の表記法
1996年、ポルトガルは、EN 28601を介してISO 8601をNP EN 28601：1996として採用した。

## 時報
リスボン天文台はNetwork Time Protocol（NTP）を通して公式の時刻を通報している。

## IANA time zone database
IANA time zone databaseには、ポルトガルの標準時として3つの時間帯が含まれている。*の付いた列は、zone.tabのデータを含んでいる。
| 国コード* | 座標*       | TZ*              | 注釈*          | 協定世界時との差 | 夏時間 | 備考 |
| --------- | ----------- | ---------------- | -------------- | ---------------- | ------ | ---- |
| PT        | +3843-00908 | Europe/Lisbon    | ポルトガル本土 | +0:00            | +1:00  |      |
| PT        | +3238-01654 | Atlantic/Madeira | マデイラ諸島   | +0:00            | +1:00  |      |
| PT        | +3744-02540 | Atlantic/Azores  | アゾレス諸島   | -1:00            | +0:00  |      |